# رجم دموش
رجم دموش بلدية تابعة لدائرة رأس الماء في أقصى جنوب ولاية سيدي بلعباس. تبعد عن رأس الماء حوالي 9 كم إلى الجنوب، وقد تم تصنيفها كبلدية في التقسيم الوطني الجديد لسنة 1985.
يقدر عدد سكانها بحوالي 5000 ساكن معظمهم من البدو الرحل نظرا للطبيعة الرعوية للمنطقة.
يتميز مناخ البلدية بالبرودة الشديدة وموجات الصقيع شتاء وكذلك بالحرارة العالية صيفًا. ونظرا لمساحتها الكبيرة فهي تستخدم عسكريًا كميدان للرمي.
يمر عبرها خط السكة الحديدية المار جنوبا إلى بشار مرورًا بالمشرية والنعامة وعين الصفراء في ولاية النعامة، وشمالا مرورًا بسيدي بلعباس وصولاً إلى وهران.